# Juho Saaristo
Juho Julius Saaristo (ur. 21 lipca 1891 w Tampere, zm. 12 października 1969 tamże) – fiński lekkoatleta, który specjalizował się w rzucie oszczepem.
Dwukrotny uczestnik igrzysk olimpijskich – Sztokholm 1912 oraz Antwerpia 1920. Podczas swojego pierwszego olimpijskiego występu zdobył dwa medale – złoto w rzucie oszczepem oburącz oraz srebro w tradycyjnym konkursie rzutu oszczepem. Rekord życiowy: 62,39 m (1920).